# Antonio Maria de Gennaro
Antonio Maria de Gennaro (* 1679 in Neapel; † 3. Oktober 1744 in Wien) ist ein italienisch-österreichischer Medailleur, der in Wien kaiserlicher Hofmedailleur und der Begründer der Wiener Graveur-Akademie wurde.

## Leben
Antonio Maria de Gennaro kam 1679 in Neapel zur Welt, das 1707 von den Österreichern besetzt wurde und 1713 im Rahmen des Spanischen Erbfolgekrieges an Österreich vorübergehend fiel. Er hatte in jungen Jahren das Münzeisenschneiderhandwerk gelernt und es hatte ihn 1712 nach Wien verschlagen, wo er bereits als Medailleur arbeitete und zu Ruf und Ansehen gekommen war.
Das österreichische Münzwesen lag in jener Zeit die zahlreichen Türkenkriege darnieder, die auch mit den Gewinnen aus den ständigen Herabsenkungen des Edelmetallgehaltwertes der Münzen finanziert wurden. So wichen die Umlauf sich befindlichen Münzen in Gewicht und Gehalt immer mehr voneinander ab. Der Aufstieg Antonio Maria de Gennaros begann mit der Thronbesteigung Kaiser Karl VI. im Jahre 1711, der sich zu einer vollständig Wiederorganisation des Münzwesen entschloss. Die Münzämter erhielten neue Einrichtungen. In das Wiener Münzamt wurden  erst die zwei Schweden Richter und Becker und später Antonio Maria de Gennaro berufen, die als bekannte Medailleure und Münzschneider, die Mutterstöcke der damaligen Münzen zu liefern hatten und mit der Antonio Maria de Gennaro von 1725 bis 1730 beschäftigt war.
Antonio Maria de Gennaro gelang es Kaiser VI. von der Gründung einer eigenen Graveur-Akademie zu überzeugen, um landeseigene Medailleure heranzubilden. Er musste sich etwas gedulden. Im Jahre 1734 wurde die Graveur-Akademie mit Antonio Maria de Gennaro als Direktor und Lehrer eröffnet und hatte immer vier Schüler auszubilden. Die ersten Schüler waren Sebastian Donner und die Brüder Mattheus. Obwohl Antonio Maria de Gennaro nach außen als Direktor der Graveur-Akademie auftrat, wurden die Schüler von seinem ersten Schüler Sebastian Donner ausgebildet. Obwohl Antonio Maria de Gennaro als Künstler Beachtung verdiente, wurde er im Können von seinem Schüler Sebastian Donner bald übertroffen, der auch die Graveur-Akademie als Direktor übernahm, als Antonio Maria de Gennaro am 3. Oktober 1744 im Alter von 65 Jahren in Wien verstarb.
Die Archivdokumente der kaiserlichen Hofkammer werfen  ein ungünstiges Licht auf Antonio Maria de Gennaro, der  als ehrgeizig, selbst- und habsüchtig bis zum höchsten Grade geschildert wird, der immer durch Hinterlist gewusst habe sein Ziel zu erreichen.
Im Jahr 1956 wurde in Wien-Liesing (23. Bezirk) die Gennarogasse nach ihm benannt.

## Werke
Sein Œuvre umfasst etwa 15 Medaillen
- Medaille auf den Frieden von Spanien

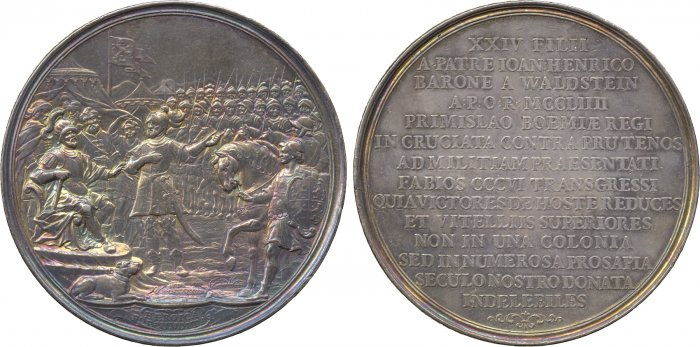

- Medaille auf Heraeus